# (500347) 2012 TY1
(500347) 2012 TY1 es un asteroide perteneciente al cinturón de asteroides, descubierto el 20 de octubre de 2007 por el equipo del Spacewatch desde el Observatorio Nacional de Kitt Peak, Arizona, Estados Unidos.

## Designación y nombre
Designado provisionalmente como 2012 TY1.

## Características orbitales
2012 TY1 está situado a una distancia media del Sol de 3,053 ua, pudiendo alejarse hasta 3,501 ua y acercarse hasta 2,605 ua. Su excentricidad es 0,146 y la inclinación orbital 1,354 grados. Emplea 1948,72 días en completar una órbita alrededor del Sol.
Los próximos acercamientos a la órbita de Júpiter se producirán el 15 de octubre de 2062, el 2 de junio de 2111 y el 8 de agosto de 2169, entre otros.

## Características físicas
La magnitud absoluta de 2012 TY1 es 17,5.